# El Castillo (Teksas)
El Castillo – jednostka osadnicza w Stanach Zjednoczonych, w stanie Teksas, w hrabstwie Starr.